# Phaeocroides mapellii
Phaeocroides mapellii là một loài bọ cánh cứng trong họ Hybosoridae. Loài này được Petrovitz miêu tả khoa học năm 1972.